# Федоровка (селище, Дмитровський міський округ)
Фе́доровка (рос. Фёдоровка) — селище (колишній присілок) у складі Дмитровського міського округу Московської області, Росія.

## Населення
Населення — 25 осіб (2010; 27 у 2002).
Національний склад (станом на 2002 рік):
- росіяни — 100 %